# کاپادوکیه

کاپادوکیه و پنتوس در نقشه‌ای باستانی از آناتولی

کاپادوکیه یا کاپادوکیا (ترکی استانبولی)، نام سرزمین باستانی پهناوری در ترکیه است. نام کاپادوکیه پس از روزگار باستان در زمان چیرگی مسیحیت بر این بخش پایدار ماند و امروزه هم در زمینه گردشگری بدین بخش تاریخی، کاپادوکیه گفته می‌شود. توریستی‌ترین بخش کاپادوکیه استان نوشهیر ترکیه کنونی را دربرمی‌گیرد. کاپادوکیا به زبان قدیم پارسیان به معنای سرزمین اسب‌های زیبا است.

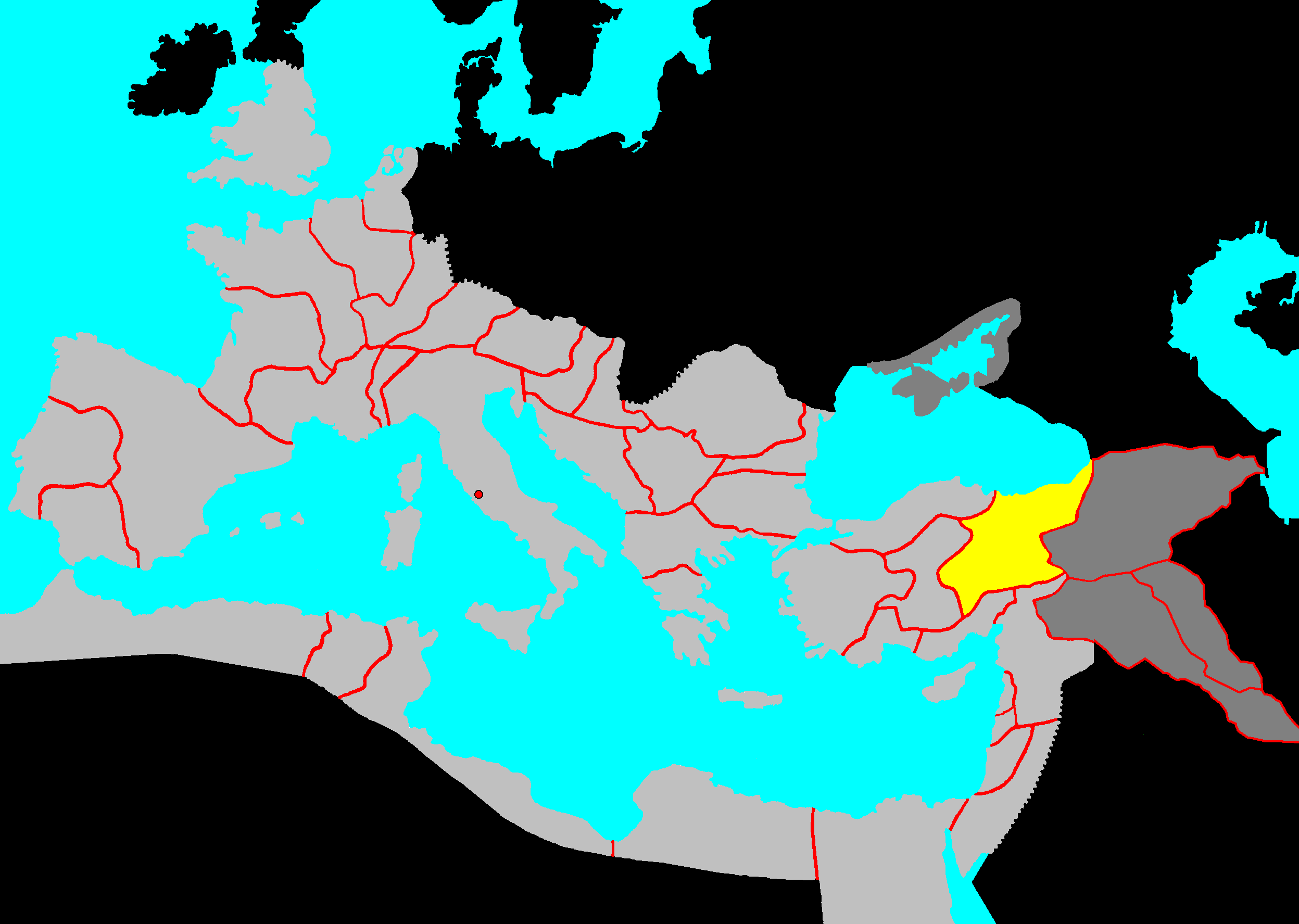
کاپادوکیه

نام این منطقه در متون اسلامی به صورت قبدوقیه آمده‌است.
کاپادوکیه سرزمینی است در مرکز آناتولی (خود آناتولی به معنای محل برآمدن خورشید به زبان یونانی است و از این جهت می‌توان برابر با خراسانش دانست) و محوطه‌ای را در بر می‌گرفت که امروز میان نوشهیر، نیغده، آکسرای، کرشهیر و قیصریه قرار دارد. از نامی‌ترین قسمت‌های این سرزمین امروزه بنام گورمه یاد می‌گردد که مجسمه‌های باستانی را در دل خود جای داده‌است. این محوطهٔ باستانی از سال ۱۹۸۵ از طرف یونسکو جزو میراث فرهنگی جهان شناخته شده و ثبت گردیدند. از دیگر دیدنی‌های باستانی این دیار، شهر زیرزمینی است که در درین کویو واقع است و هر ساله گردشگران زیادی را به سوی خود جلب می‌کند و بر شهرت خویش می‌افزاید.
در سال ۹۰ تا ۸۸ پیش از میلاد، فتح کاپادوکیه در آسیای صغیر به وسیله مهرداد ششم پنتوس روی می‌دهد.

## نام
نام این ساتراپی در کتیبه‌های کَتپَتوکَه (Katpatuka) آمده‌است، این واژه در یونانی باستان به صورت Kappadokia (Καππαδοκία) درآمده‌است و بعدتر از یونانی وارد زبان‌های منطقه شده‌است.  یونانیان همچنین به این سرزمین لئوکُسوریوی (Leukosurioi) یا سوریوی (Surioi) می‌گفتند، که اولی به معنی «سوری‌های سفیدپوست» است. طبق نوشتهٔ هرودوت، نام یونانی این بوده‌است .

## پیشینه
به گفته هرودوت در زمان شورش ایونی (499 قبل از میلاد)، کاپادوکیان منطقه ای از کوه توروس تا مجاورت اوکسین (دریای سیاه) را اشغال کرده بودند. کاپادوکیه، از این نظر، از جنوب به رشته کوه های توروس که آن را از کیلیکیه جدا می کند، از شرق به فرات علیا، از شمال به پونتوس و از غرب به لیکائونیا و غلاطیه شرقی محدود می شد.

### شهرهای زیر زمینی کاپادوکیه
در کاپادوکیه تعداد ۳۶ شهر زیرزمینی شناخته شده وجود دارد که بزرگترین آن کایمالکی نام دارد شما می‌توانید با بازدید از آنها به زمان باستان سفر کنید. این ۳۶ شهر به گونه‌ای طراحی شده‌اند که در تابستان و زمستان دمای مناسبی برای افراد فراهم کنند و شامل تعدادی کلیسای زیر زمینی نیز می‌شوند این کلیساها برای اعمال و عبادات روزانه افراد این شهر ساخته شده‌اند و برخی از آنها به صورت مجللی رنگ آمیزی و سنگ‌تراشی شده‌اند. برخی از این شهرها تا ۸ طبقه زیر زمین نیز ادامه دارند و تا امروز حدس زده می‌شود که تعداد زیادی شهر زیرزمینی نیز همچنان کشف نشده باشند.
موزه مو در کاپادوکیه
در کاپادوکیه یک استاد سفالگری زندگی می‌کرده‌است به اسم چز گالیپ. وقتی معشوق این آقا قصد ترک شهر را داشته‌است آقای گالیپ از وی خواهش می‌کند که یادگاری به او بدهد، او نیز دسته ای از موهایش را به آقای گالیپ می‌دهد. او نیز موها را در مغازه اش آویزان می‌کند و با ورود گردشگرها و سوالات آنها به تدریج این مغازه تبدیل موزه مو در کاپادوکیه می‌شود.

## نگارخانه

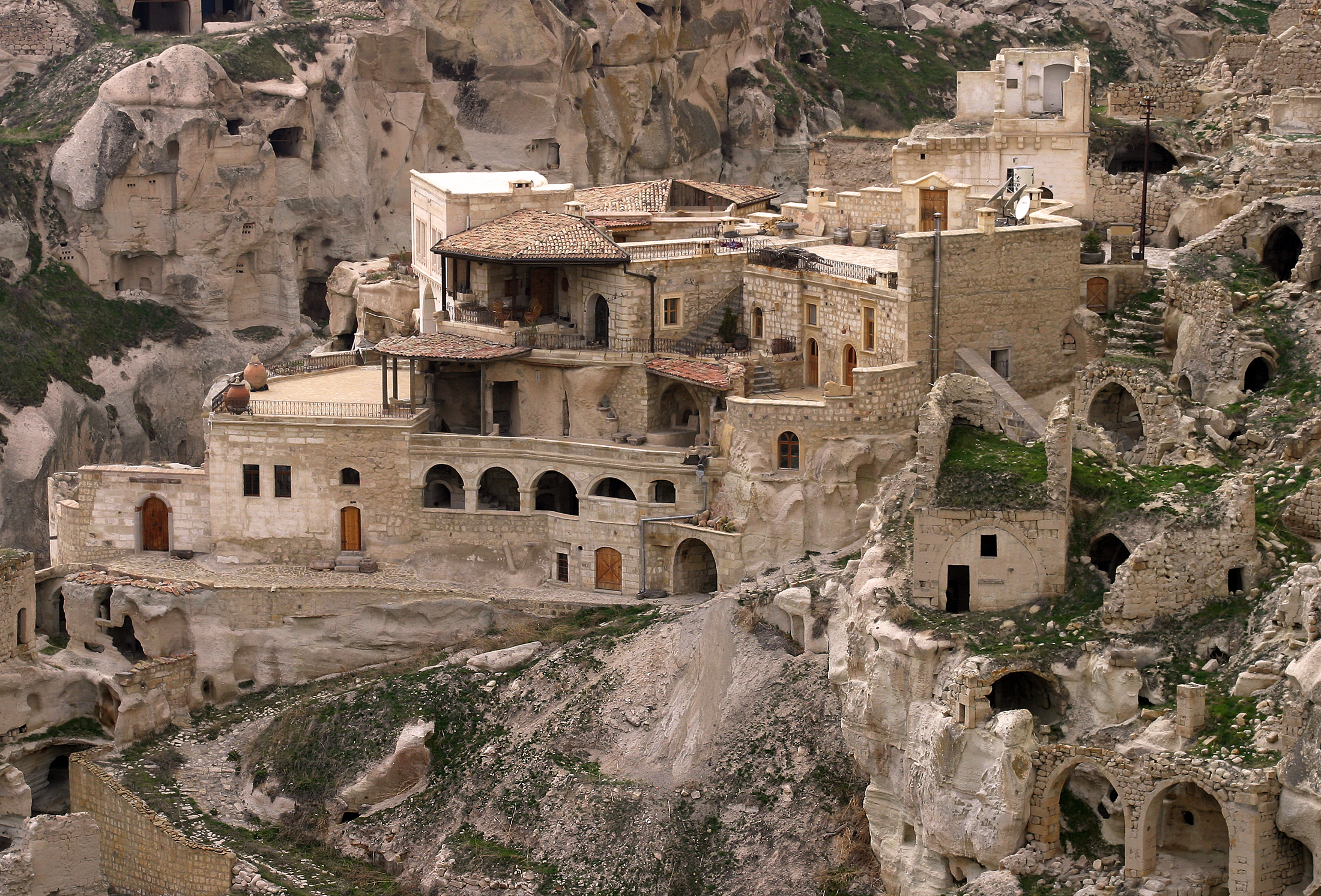
معماری در کاپادوکیه
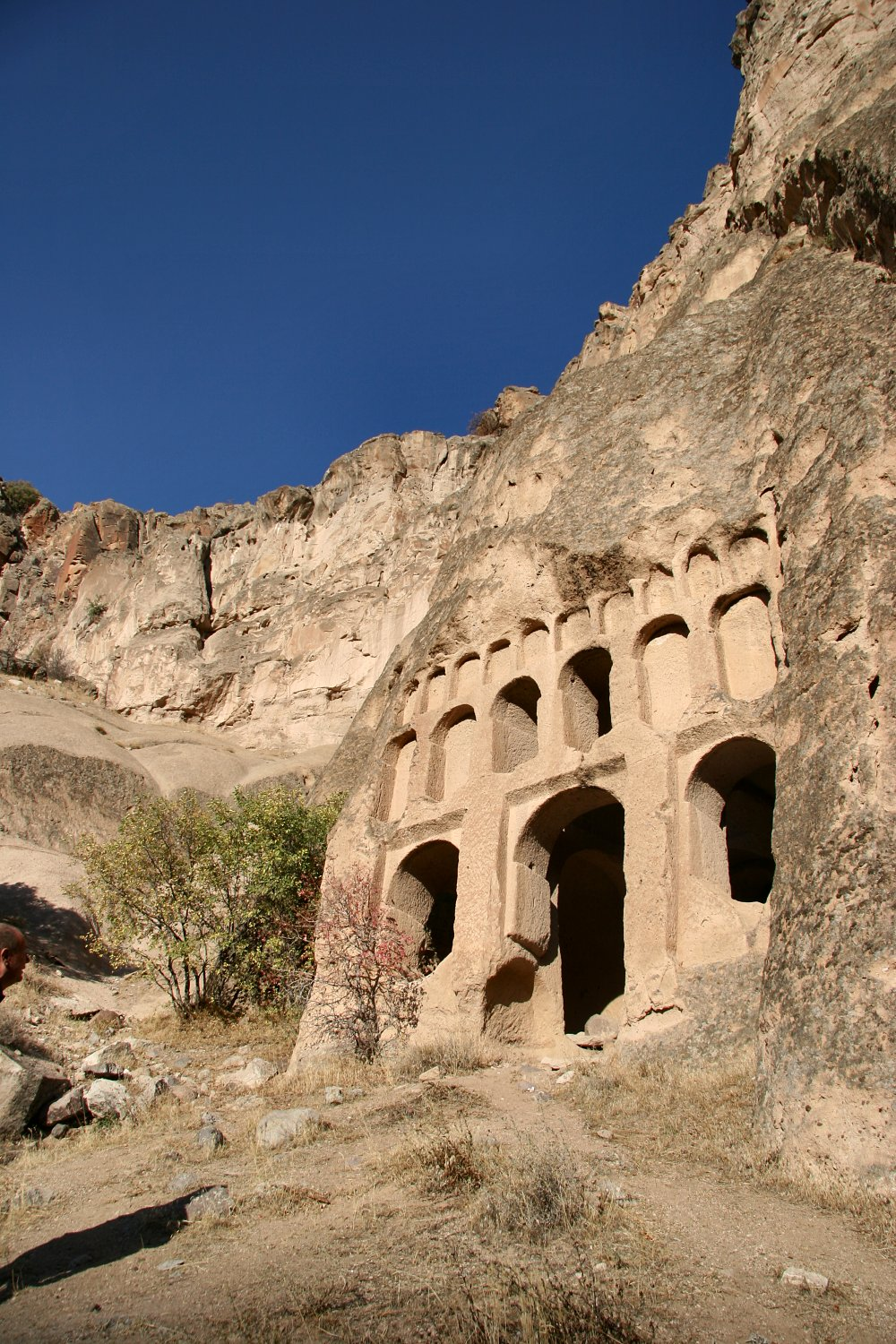
معبدی باستانی در کاپادوکیه
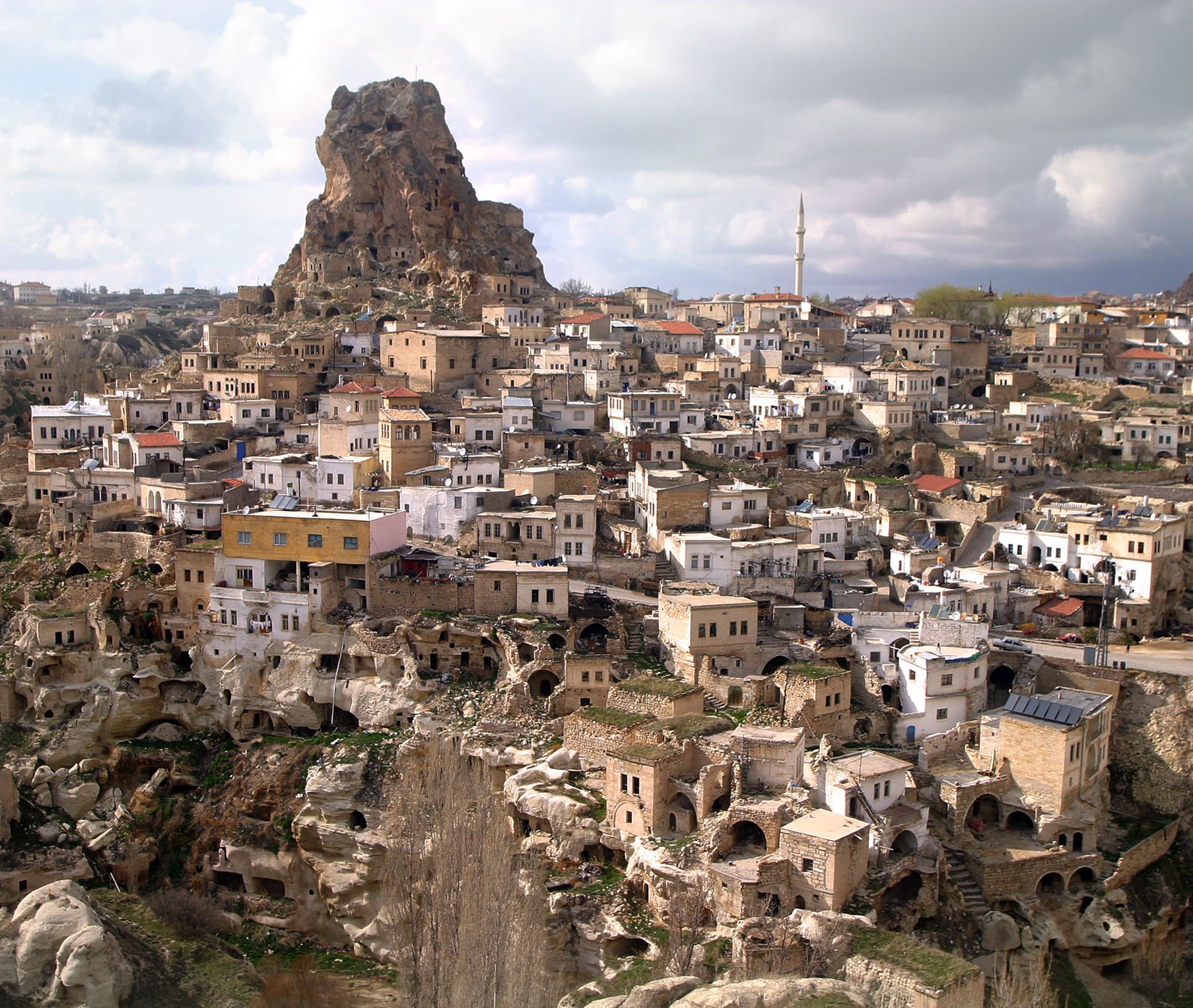
کاپادوکیه
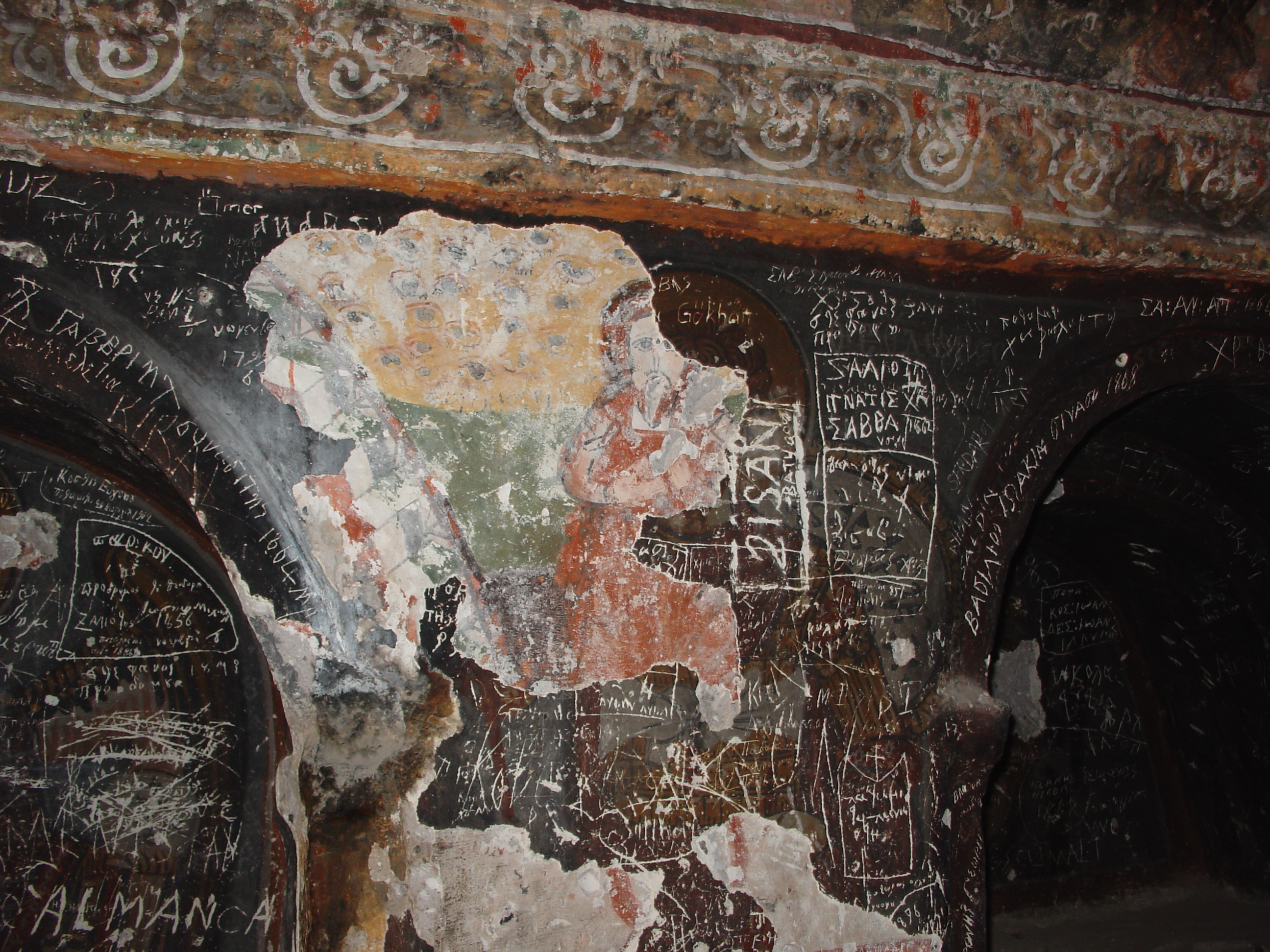
نقش‌های باستانی غارهای کاپادوکیه